# Onosma borysthenicum
Onosma borysthenicum är en strävbladig växtart som beskrevs av Michail Klokov. Onosma borysthenicum ingår i släktet Onosma och familjen strävbladiga växter. Inga underarter finns listade i Catalogue of Life.